# Feistritztal
Feistritztal ist seit 2015 eine Gemeinde im Bezirk Hartberg-Fürstenfeld in der Steiermark in Österreich.

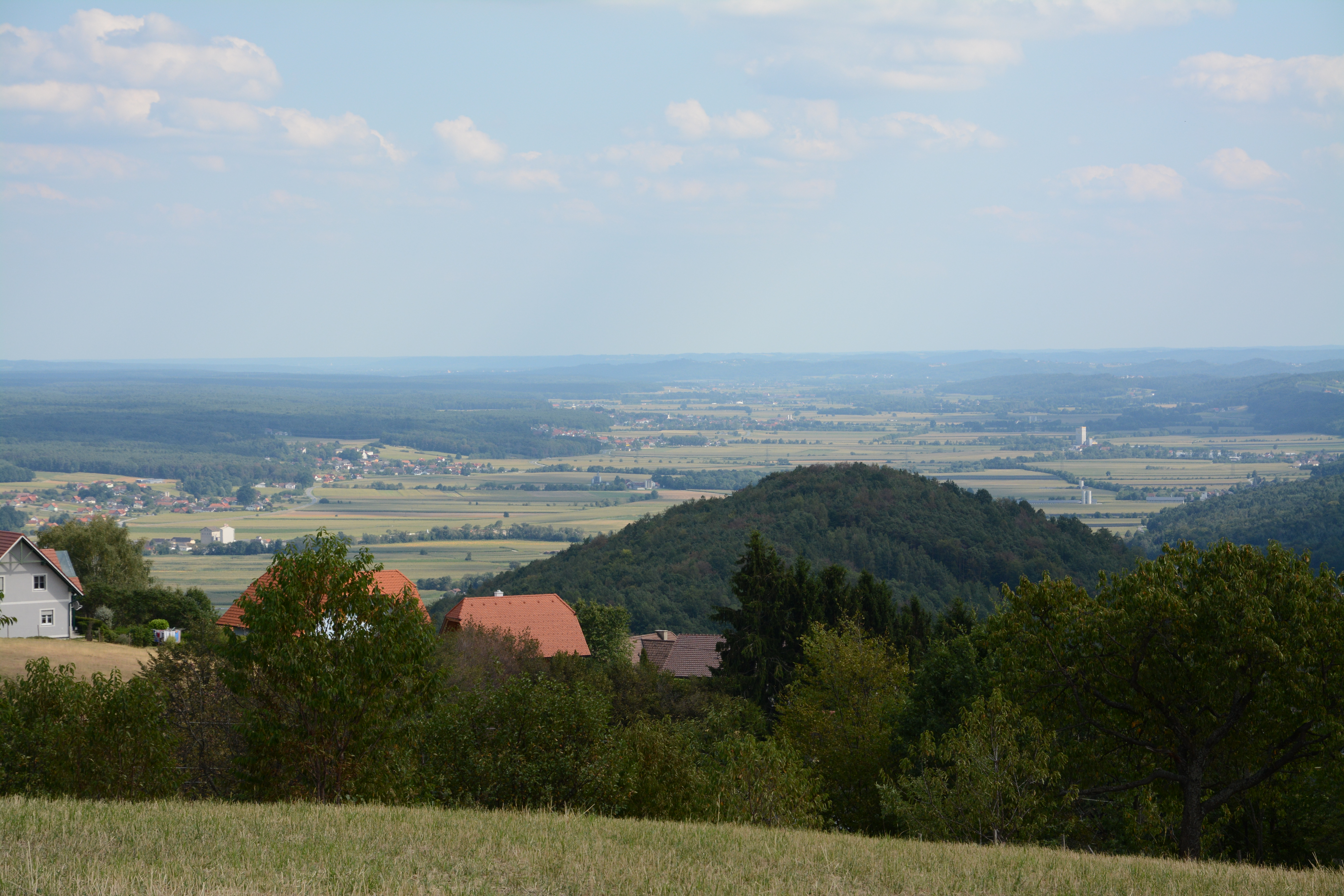
Blick ins obere Feistritztal.

## Geografie
Die Gemeinde wird von Norden nach Süden von der Feistritz durchflossen. Der breite Talboden liegt in einer Meereshöhe von rund 350 Meter. Nach Osten und Westen steigt das Land bewaldet an. Die höchsten Erhebungen liegen mit Kreuzberg (447 m), Weinberg (516 m) und Geierwand (630 m) im Westen.
Die Gemeinde hat eine Fläche von 25,73 Quadratkilometer. Davon sind 48 Prozent landwirtschaftliche Nutzfläche und 39 Prozent Wald.

### Gemeindegliederung
Das Gemeindegebiet umfasst folgende sieben Ortschaften (Einwohner Stand 1. Jänner 2024):
- Blaindorf (298) mit Maieregg
- Hirnsdorf (665)
- Hofing (160) mit Hochstadl
- Illensdorf (219) mit Hinterwald
- Kaibing (368) mit Kaibingsberg, Maria Fieberbründl und Wallgraben
- Sankt Johann bei Herberstein (364) mit Au, Dörfl, Oberklausen und Teichbauern
- Siegersdorf bei Herberstein (293)

Die Gemeinde besteht aus sechs Katastralgemeinden (Fläche Stand 31. Dezember 2023):
- Blaindorf (519,66 ha)
- Hirnsdorf (456,58 ha)
- Hofing (536,08 ha)
- Kaibing (280,03 ha)
- St. Johann bei Herberstein (496,87 ha)
- Siegersdorf (284,55 ha)

## Geschichte
Die Gemeinde Feistritztal entstand im Rahmen der Gemeindestrukturreform in der Steiermark aus den mit Ende 2014 aufgelösten Gemeinden Blaindorf, Kaibing, Sankt Johann bei Herberstein und Siegersdorf bei Herberstein, alle politischer Bezirk Hartberg-Fürstenfeld, und der Gemeinde Hirnsdorf, politischer Bezirk Weiz.
Die Grenzen der Bezirke Hartberg-Fürstenfeld und Weiz wurden so geändert, dass die neue Gemeinde vollständig im Bezirk Hartberg-Fürstenfeld liegt.

### Bevölkerungsentwicklung
| Feistritztal: Einwohnerzahlen von 1869 bis 2024     | Feistritztal: Einwohnerzahlen von 1869 bis 2024 | Feistritztal: Einwohnerzahlen von 1869 bis 2024 | Feistritztal: Einwohnerzahlen von 1869 bis 2024 | Feistritztal: Einwohnerzahlen von 1869 bis 2024 |
| --------------------------------------------------- | ----------------------------------------------- | ----------------------------------------------- | ----------------------------------------------- | ----------------------------------------------- |
| Jahr                                                |                                                 |                                                 |                                                 | Einwohner                                       |
| 1869                                                | 1869                                            |                                                 | 1.907                                           | 1.907                                           |
| 1880                                                | 1880                                            |                                                 | 2.014                                           | 2.014                                           |
| 1890                                                | 1890                                            |                                                 | 2.021                                           | 2.021                                           |
| 1900                                                | 1900                                            |                                                 | 1.973                                           | 1.973                                           |
| 1910                                                | 1910                                            |                                                 | 1.947                                           | 1.947                                           |
| 1923                                                | 1923                                            |                                                 | 1.907                                           | 1.907                                           |
| 1934                                                | 1934                                            |                                                 | 2.028                                           | 2.028                                           |
| 1939                                                | 1939                                            |                                                 | 2.022                                           | 2.022                                           |
| 1951                                                | 1951                                            |                                                 | 1.975                                           | 1.975                                           |
| 1961                                                | 1961                                            |                                                 | 1.970                                           | 1.970                                           |
| 1971                                                | 1971                                            |                                                 | 2.105                                           | 2.105                                           |
| 1981                                                | 1981                                            |                                                 | 2.155                                           | 2.155                                           |
| 1991                                                | 1991                                            |                                                 | 2.157                                           | 2.157                                           |
| 2001                                                | 2001                                            |                                                 | 2.344                                           | 2.344                                           |
| 2011                                                | 2011                                            |                                                 | 2.404                                           | 2.404                                           |
| 2021                                                | 2021                                            |                                                 | 2.418                                           | 2.418                                           |
| 2024                                                | 2024                                            |                                                 | 2.367                                           | 2.367                                           |
| Quelle(n): Statistik Austria, Gebietsstand 1.1.2021 |                                                 |                                                 |                                                 |                                                 |

## Kultur und Sehenswürdigkeiten

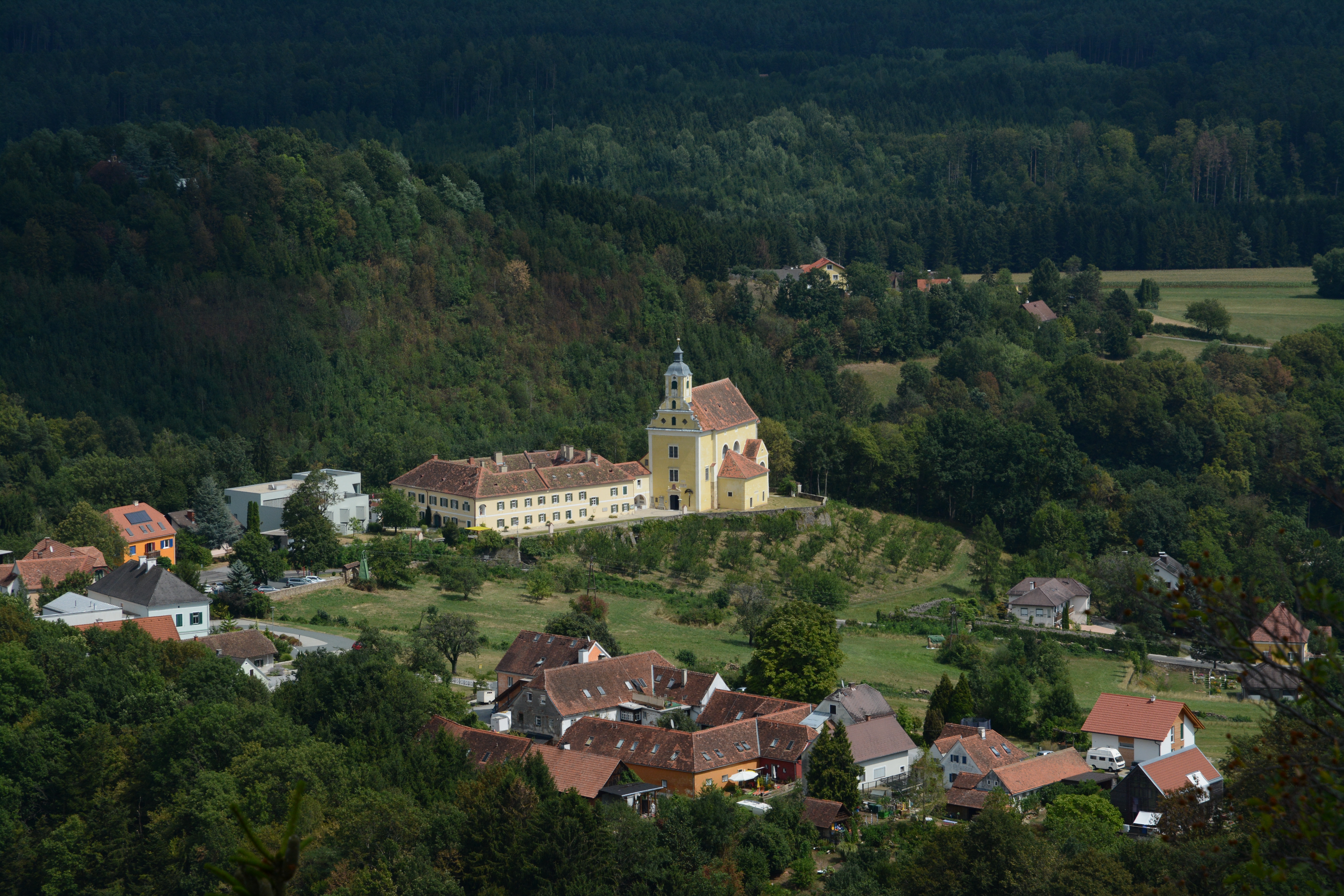
Pfarrkirche St. Johann bei Herberstein

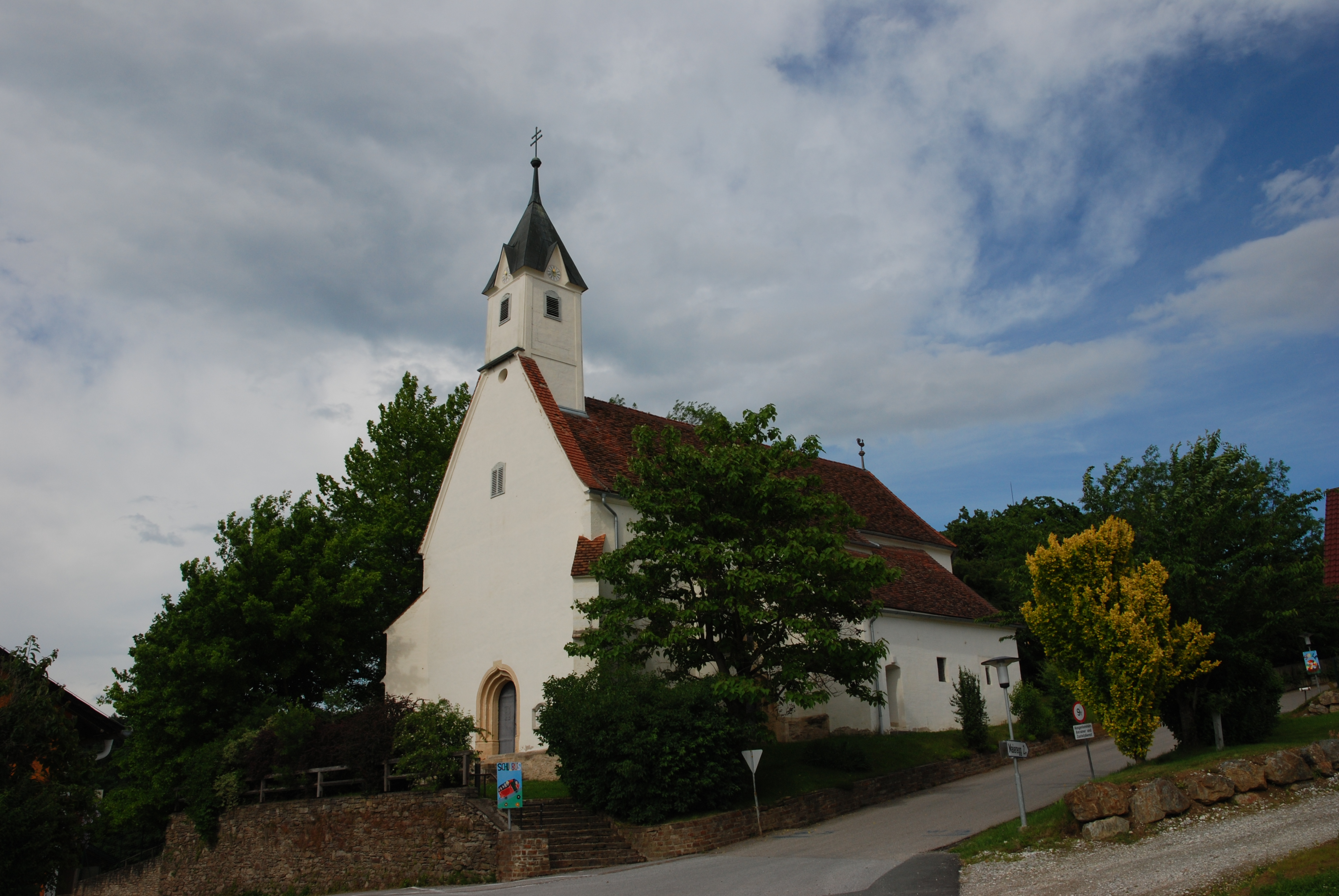
Filialkirche Blaindorf

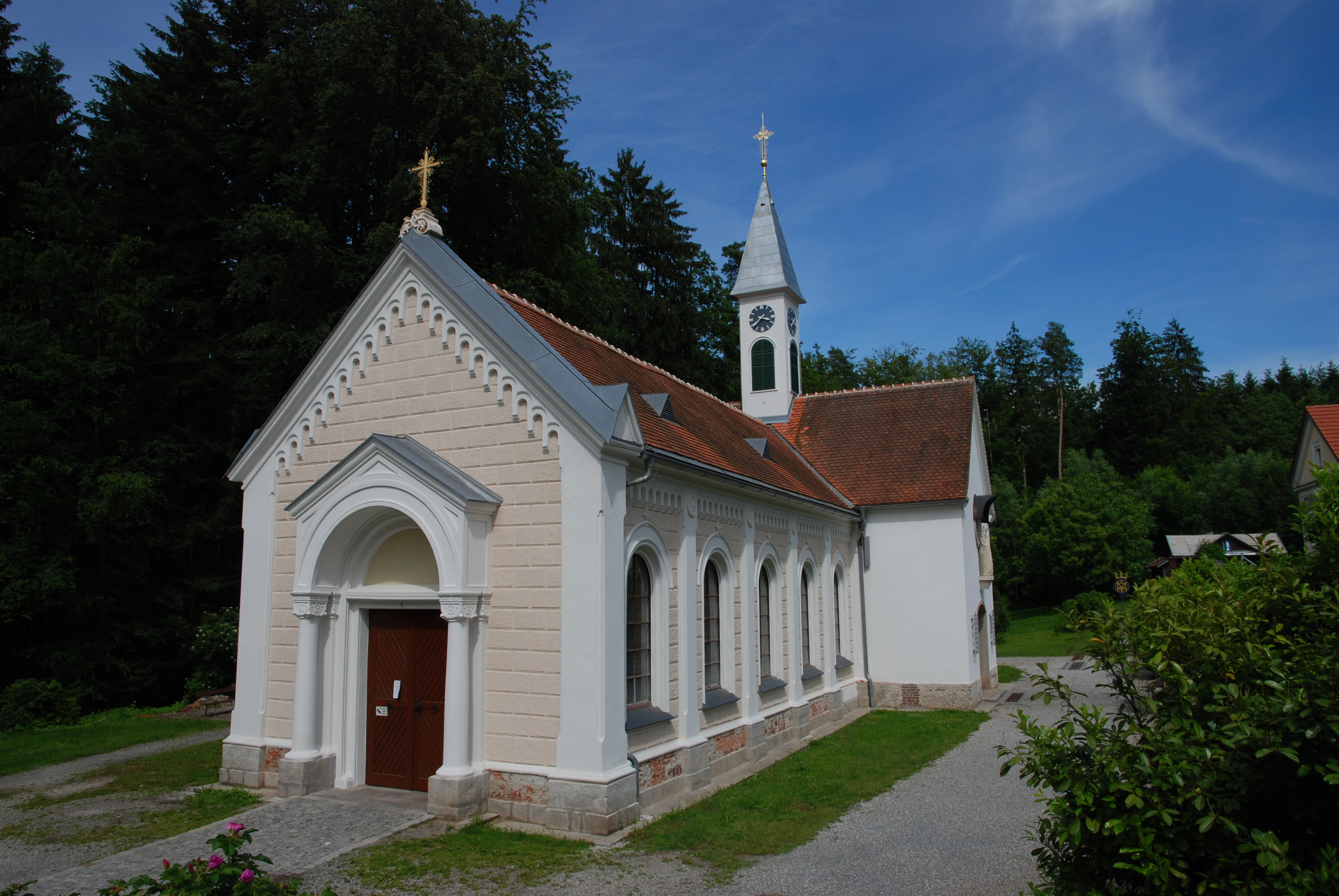
Filialkirche Maria Fieberbründl

- Katholische Pfarrkirche St. Johann bei Herberstein hl. Johannes der Täufer
- Katholische Filialkirche Blaindorf Hll. Rochus und Sebastian
- Katholische Filialkirche Maria Fieberbründl

## Wirtschaft und Infrastruktur

### Wirtschaftssektoren
Die Anzahl der landwirtschaftlichen Betrieben sank von 222 im Jahr 1999 auf 192 im Jahr 2010, die Anzahl der darin Beschäftigten stieg von 112 auf 115. Im Produktionssektor arbeiteten 198 Erwerbstätige im Bereich Herstellung von Waren, 69 in der Bauwirtschaft und 8 in der Wasserver- und Abfallentsorgung. Die wichtigsten Arbeitgeber des Dienstleistungssektors waren die Bereiche Handel (96), soziale und öffentliche Dienste (56) und Beherbergung und Gastronomie (42 Mitarbeiter).
| Wirtschaftssektor            | Anzahl Betriebe | Anzahl Betriebe | Anzahl Betriebe | Erwerbstätige | Erwerbstätige | Erwerbstätige |
| Wirtschaftssektor            | 2021            | 2011            | 2001            | 2021          | 2011          | 2001          |
| ---------------------------- | --------------- | --------------- | --------------- | ------------- | ------------- | ------------- |
| Land- und Forstwirtschaft 1) | 79              | 192             | 222             | 113           | 115           | 112           |
| Produktion                   | 33              | 28              | 19              | 269           | 275           | 213           |
| Dienstleistung               | 119             | 99              | 59              | 309           | 233           | 229           |

1) Betriebe mit Fläche in den Jahren 2010 und 1999, Arbeitsstätten im Jahr 2021

### Arbeitsmarkt, Pendeln
Im Jahr 2011 lebten 1241 Erwerbstätige in Feistritztal. Davon arbeiteten 308 in der Gemeinde, drei Viertel pendelten aus.

### Fremdenverkehr
Tourismusverband: Die Gemeinde bildet gemeinsam mit Anger, Floing, Puch bei Weiz und Stubenberg den Tourismusverband „Apfelland Stubenbergsee“. Dessen Sitz ist in Stubenberg.

## Politik

### Gemeinderat
Der Gemeinderat hat 15 Mitglieder.
- Mit den Gemeinderatswahlen in der Steiermark 2015 hatte der Gemeinderat folgende Verteilung: 9 ÖVP, 4 SPÖ und 2 FPÖ.[13]
- Mit den Gemeinderatswahlen in der Steiermark 2020 hat der Gemeinderat folgende Verteilung: 8 Liste Lind, 5 ÖVP, 1 SPÖ und 1 FPÖ.[14]

### Bürgermeister
- 1. Jänner bis 21. April 2015 Regierungskommissär Friedrich Wachmann (ÖVP)
- 2015–2016 Josef Lind (ÖVP)[15] Lind war bereits von 2007 bis 2014 Bürgermeister der vormals selbständigen Gemeinde Kaibing.
- 2016–2020 Friedrich Wachmann (ÖVP)
- seit 2020 Josef Lind (Liste Lind)[16]

### Wappen

Wappen der Vorgängergemeinden
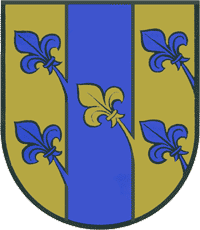
Blaindorf
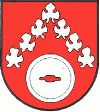
Hirnsdorf
Kaibing
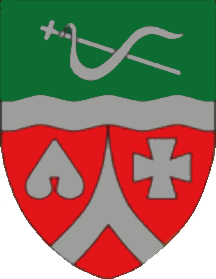
Sankt Johann bei Herberstein
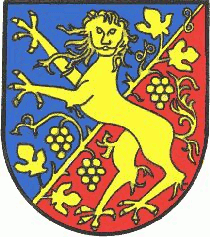
Siegersdorf bei Herberstein

Alle Vorgängergemeinden hatten ein Gemeindewappen. Wegen der Gemeindezusammenlegung verloren diese mit 1. Jänner 2015 ihre offizielle Gültigkeit. Die Verleihung des Gemeindewappens für die Fusionsgemeinde erfolgte mit Wirkung vom 20. Mai 2017.

Blasonierung (Wappenbeschreibung):
„In goldenem Schild ein blauer Wellenpfahl, vorn eine rote, oben mit einer heraldischen Lilie, unten mit einem Weinblatt besteckte geschwungene Ranke, innen einen roten Mühlstein einschließend, hinten ein roter Kreuzstab mit abfliegendem Velum, der Stabfuß belegt mit einem roten Marienmonogramm.“

## Persönlichkeiten

### Ehrenbürger der Gemeinde
- 2016: Konrad Reisenhofer, Seelsorger in Maria Fieberbründl[18]
- 2020: Gottfried Allmer, Historiker[19]